# Nachal Dalijja
Nachal Dalijja (hebr. ‏נחל דליה‎) – rzeka płynąca w północnej części Izraela, mająca swoje źródła w pobliżu kibucu Dalijja na Wyżynie Manassesa i ujście do Morza Śródziemnego na południe od moszawu Dor. Rzeka ma długość około 17 km.

## Przebieg
Dalijja jest niewielką rzeką Izraela. Ma swoje źródło na wschód od kibucu Dalijja na Wyżynie Manassesa. Kieruje się stąd głębokim Wadi Milk w kierunku zachodnim. Zasilają go wody strumieni Szelef i Menasze. Obszar ten jest chroniony przez Rezerwat przyrody Nachal Dalijja. Na wysokości moszawu Bat Szelomo zasila ją strumień Nachal Tut. Następnie jest zasilana strumieniem Timon i omija położone na północy wzgórze z wioską młodzieżową Me’ir Szefeja. Po przepłynięciu pomiędzy miejscowościami Zichron Ja’akow i Furajdis wpływa na równinę przybrzeżną Izraela. Swoje ujście ma do Morza Śródziemnego na południe od moszawu Dor. Rzeka ma długość około 17 km.

## Zagospodarowanie
Jest to jedna z głównych rzek odprowadzających wody z Wyżyny Manassesa. Powierzchnia zlewni rzeki wynosi około 95 km². Przy średniej opadów wynoszących 600 mm rocznie, historyczny rekord przepływu wynosił 1 mln m³ wody rocznie. Większa część wody z rzeki Dalijja jest wykorzystywana w celach rolniczych, a na równinie przybrzeżnej do zasilania stawów hodowlanych.